# تبلیغات در تلفن همراه
تبلیغات در موبایل یک گونه از تبلیغات است که بر روی تلفن همراه و یا سایر دستگاه‌های ارتباط بی‌سیم انجام می‌شود. این تبلیغات می‌تواند به صورت اجرای اپلیکیشن یا نرم‌افزارهای موبایل، تبلت و دیگر دستگاه‌های ارتباط بی‌سیم باشد. فرستادن متنی به صورت پیامک و یا تبلیغات کلیکی یا نصبی در صفحات وب، اپلیکیشن‌ها یا بازی‌های موبایلی نیز از گونه‌های تبلیغات موبایلی به شمار می‌رود. یکی از ویژگی‌های اصلی این گونه تبلیغات این است که وسیله‌ای که بر روی آن تبلیغ انجام می‌شود، وسیله‌ای شخصی و مربوط به یک فرد خاص است.
یکی از معتبرترین شرکت‌ها در زمینه انواع خدمات تبلیغاتی شرکت باتاب جم پارسا است که می‌تواند در زمینه تبلیغات پیامکی یا پیام صوتی به شما کمک کند.
برای درخواست ارسال پیام انبوه و یا خرید پنل پیامکی می‌توانید از طریق گوگل شرکت "باتاب جم پارسا" را جستجو کنید و اقدام به خرید پنل پیامکی با نازلترین قیمت و ارسال پیامک تبلیغاتی انبوه هدفمند با تعرفه‌ فوق العاده کنید.
همچنین می‌توانید همین شرکت دستگاه شماره گیر تهیه کنید و شماره مشتریانتان را ثبت کنید و به آنها پیام دهید.
تمامی خدمات تبلیغاتی را می‌توانید از شرکت باتاب جم پارسا بخواهید.